# Esperança do Sul
Esperança do Sul là một đô thị thuộc bang Rio Grande do Sul, Brasil. Đô thị này có diện tích 148,381 km², dân số năm 2007 là 3445 người, mật độ 23,22 người/km².